# NGC 4545
NGC 4545 is een balkspiraalstelsel in het sterrenbeeld Draak. Het hemelobject werd op 20 maart 1790 ontdekt door de Duits-Britse astronoom William Herschel.

## Synoniemen
- NGC 4545
- UGC 7747
- MCG 11-15-64
- ZWG 315,47
- IRAS12323 6348
- PGC 41838